# Стеллажные сделки
Стеллажные сделки — сделки, в которых не определено, кто в сделке будет продавцом, а кто — покупателем. Один из участников сделки, уплатив определённое вознаграждение другому, приобретает опцион, который дает ему право в период действия опциона по своему выбору купить или продать определённое количество ценных бумаг. Например, один из участников сделки приобрел опцион на право покупки акций компании «Х» по цене 80 долларов за штуку или право продажи этих акций по цене 60 долларов за штуку. Цена данного опциона — 20 долларов за акцию.
Приобретя опцион, держатель опциона будет следить за изменением цены акций компании «Х». 60 долларов и 80 долларов — это так называемые «стеллажные точки». Если курс акций компании «Х» будет находиться между этими точками, то покупатель опциона понесет убыток в размере 20 долларов на каждую акцию. Например, курс акций в данный момент равняется 70 долларов за акцию, а держатель опциона имеет право купить акции у продавца по цене 80 долларов за акцию. Следовательно, покупать акции держатель опциона не будет. Однако держатель опциона имеет также право и продать акции по цене 60 долларов за акцию, то есть ниже рыночного курса. Следовательно, он не воспользуется и своим правом продавца.
Если же курс акций компании «Х» опустится ниже 60 долларов за акцию или поднимется выше 80 долларов, то держатель опциона воспользуется своим правом и будет продавать или покупать акции. При стоимости акции 40 или 100 долларов владелец опциона возместит свои затраты на его покупку, а при росте цены выше 100 долларов или падении её ниже 40 долларов — начнёт получать чистую прибыль.